# Братья Дадли
Братья Дадли (англ. The Dudley Boyz, также известны как Команда 3D (англ. Team 3D)) — команда в рестлинге, состоявшая из сюжетных сводных братьев Бабба Рея Дадли (Марк Ломонако) и Ди-Вона Дадли (Дивон Хьюз). В команду также входили различные члены семьи Дадли, в частности Спайк Дадли. Они известны тем, что впервые стали использовать столы в матчах, обычно начиная с того, что Бабба Рэй просил Ди-Вона «достать столы» в середине матча.
Команда зародилась в Extreme Championship Wrestling (ECW), составляя часть «The Dudley Family». Наибольшую известность «Братья Дадли» получили благодаря выступлениям в World Wrestling Entertainment (WWF, позже переименована в WWE) с 1999 по 2005 год и в 2015—2016 годах и Total Nonstop Action Wrestling (TNA, ныне известна как Impact Wrestling) с 2005 по 2013 год. На сегодняшний день является самой титулованной командой в истории рестлинга (23 пояса с разных частей света); многие также признают Братьев Дадли величайшей командой в истории рестлинга.
Команда выступала как «Братья Дадли» в ECW и WWF/E, а после перехода в TNA, где из-за того, что WWE владела правами на их имена, они стали известны как Брат Рэй и Брат Дивон из «Команды 3D» (названной в честь их приема Dudley Death Drop). Позднее Спайк Дадли подписал контракт с TNA и снова присоединился к Команде 3D под именем Брат Рант. Позже в своей карьере в TNA Ломонако использовал имя Булли Рэй, а Хьюз выступал под именем Дивон. После непродолжительной вражды друг с другом Дивон и Булли Рэй воссоединились в составе злодейской группировки «Тузы и восьмерки».
Они являются единственной командой, владевшей оригинальным командным чемпионством WWE, командными титулами WWE, ECW, WCW, NWA, TNA и IWGP, а также побеждавшей в турнире All Japan Pro Wrestling World’s Strongest Tag Determination League, и поэтому считаются одной из величайших команд в рестлинге всех времен. За время существования «Тузов и восьмерок» Рэй дважды становился чемпионом мира TNA в тяжелом весе, а Дивон — телевизионным чемпионом TNA. 15 июня 2014 года на Slammiversary XII Команда 3D была выбрана для введения в Зал славы TNA. WWE признает их самой титулованной командой в истории компании с 18 чемпионскими титулами, а Impact Wrestling признает их 23-кратными командными чемпионами мира. В 2018 году дуэт был введен в Зал славы WWE, присоединившись к Стингу, Курту Энглу и Джеффу Джарретту, которые были введены в Залы славы TNA и WWE.
21 мая 2007 года Ломонако и Хьюз открыли Team 3D Academy of Professional Wrestling and Sports Entertainment в тренажерном зале X-Cel Fitness в Киссимми, Флорида.

## История

### Extreme Championship Wrestling (1996—1999)
Команда Ломонако и Хьюза родилась из «семьи Дадли» в ECW, команды комедийных фейсов, состоявшей из многих незаконнорожденных детей «Большого папочки» Дадли. В то время Ломонако (Бах Бах Рей Дадли) был толстым, заикающимся деревенщиной, который развлекал фанатов танцами и несколько раз боролся вместе с несколькими своими «сводными братьями», включая Хайсона («Малыш» Спайк Дадли), за титул командных чемпионов мира ECW. Хьюз, как Ди-Вон Дадли (единственный чернокожий член семьи), дебютировал в ECW в апреле 1996 года на Massacre on Queens Boulevard. В то время все члены семьи Дадли боролись за титул командных чемпионов мира. Спайк Дадли также дебютировал в 1996 году и объединился с Бах Бах Рэем против «Полнокровных итальянцев» (F.B.I.).
Поначалу Ди-Вон враждебно относился к своей семье, говоря, что «настоящие Дадли» не комики. Однако в феврале 1997 года Бах Буа Рей и Ди-Вон объединились на шоу Crossing the Line Again и выгнали из семьи всех Дадли, кроме Биг Дика Дадли и Дадли с табличкой (англ. Sign Guy Dudley), став при этом злодеями. Они стали самыми успешными членами семьи Дадли, поскольку доминировали в командном дивизионе ECW. Они выиграли свой первый титул командных чемпионов мира у « Элиминаторов» (Джон Кронус и Перри Сатурн) на Hostile City Showdown 15 марта 1997 года. Эта победа привела к соперничеству с «Элиминаторами», которые вернули титул на первом PPV-шоу ECW Barely Legal. 20 июня Дадли выиграли свой второй командный титул ECW у Кронуса в матче с гандикапом из-за травмы Сатурна.
Дадли начали свое следующее соперничество с «Гангстас» (Нью Джек и Мустафа), которое началось после того, как Дадли победили «Гангстас» и сохранили титул чемпиона на Orgy of Violence 28 июня. Дадли, однако, проиграли «Гангстас» в матче с оружием в стальной клетке на Heat Wave 19 июля 1997 года. Менее чем через месяц Дадли победили «Гангстас» на Hardcore Heaven и выиграли своё третье командное чемпионство ECW. После того, как Мустафа и Сатурн расстались с ECW, Нью Джек и Кронус объединились в команду «Гангстанаторы» и победили Дадли в чемпионском матче на As Good as It Gets 20 сентября. На November to Remember Дадли участвовали в четырёхстороннем бою за титул чемпионов, в котором участвовали чемпионы F.B.I. (Трейси Смотерс и Малыш Гвидо), «Гангстанаторы» и «Хардкорщики, размахивающие стульями» (Боллз Махони и Аксель Роттен). F.B.I. выиграли матч и сохранили титулы.
Дадли начали соперничество с Робом Ван Дамом и Сабу летом 1998 года. На Wrestlepalooza они проиграли Ван Даму и Сабу. В конце концов, Дадли выступили против Спайка, который затем стал участвовать в соперничестве с ними. Однако на Heat Wave Бах Бах и Ди-Вон, а также Биг Дик Дадли проиграли Томми Дримеру, Сэндмену и Спайку в уличной драке шести человек, положив конец вражде. 24 октября 1998 года Дадли победили Роба Ван Дама и Сабу и выиграли свой четвёртый командный титул ECW. Однако на турнире November to Remember они проиграли титулы Масато Танаке и Боллзу Махони в Луизиане.
После ухода Сэндмена Дадли воспользовались запретом Сабу выступать в США, и Ди-Вон победил Роба Ван Дама в одиночном матче, завоевав свой шестой титул командных чемпионов мира ECW. В то время как между Дадли и «Влиятельными игроками» (Джастин Кредибл и Лэнс Шторм) назревала вражда, Бах Бах Рей и Ди-Вон все ещё были заняты новой командой Спайка Дадли и Боллза Махони. Именно на Heat Wave в 1999 году Спайк и Махони победили Дадли в борьбе за золото. Дадли, однако, бросили обоих через горящие столы — впервые такое было показано на PPV.
В конце 1999 года «Братья Дадли» подписали контракт с World Wrestling Federation (WWF). Свое последнее выступление в ECW они совершили на The Last Show at the Madhouse 26 августа 1999 года, выиграв свой седьмой командный титул ECW у Спайка и Махони в импровизированном матче и угрожая забрать титулы в WWF, но проиграли их Томми Дримеру и вернувшемуся Ворону в другом импровизированном матче позже той же ночью.

### World Wrestling Federation/World Wrestling Entertainment (1999—2005)

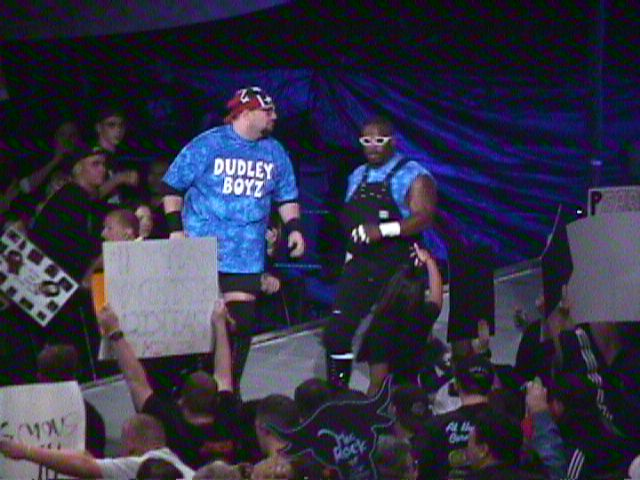
Дадли в WWF в 1999 году

В августе 1999 года Бух Бух Рей и Ди-Вон перешли в WWF. Они попросили повысить зарплату на 1 доллар по сравнению с предложением WWF, чтобы остаться в ECW, но их просьба была отклонена, потому что владелец ECW Пол Хейман заключил сделку с Винсом Макмэном на поставку рестлеров в WWF. Вскоре после перехода в WWF Бах Бах Рэй был переименован в Баббу Рэя Дадли и начал заикаться в своих выступлениях, вернувшись к чертам персонажа, которые он использовал в начале своего пребывания в ECW. Тогда Ди-Вон ударял Буббу по голове, чтобы помочь ему выговориться. Через несколько недель от этого образа отказались. Они также отказались от своих классических футболк в стиле «tie-dye» и начали носить камуфляжную одежду.

Будучи частью WWF, «Братья Дадли» прославились тем, что ввели в рестлинг использование столов в качестве оружия, часто используя свой фирменный прием «3D», чтобы сломать своих противников через один из этих столов.

## Титулы и достижения
- All Japan Pro Wrestling

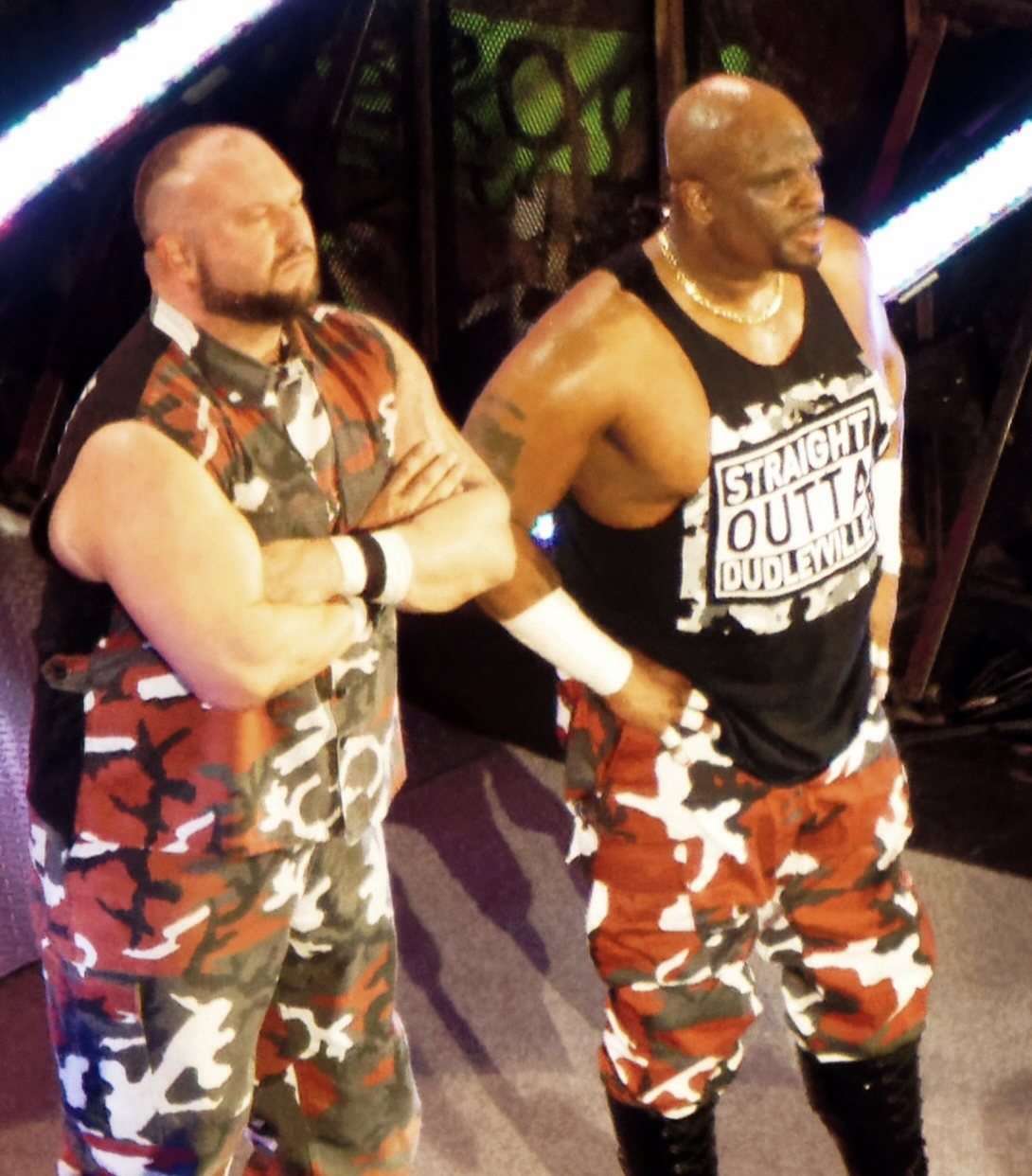
в 2016 году

  - World’s Strongest Tag Determination League (2005)[19]
- The Baltimore Sun
  - Команда года (2007)[20]
- Extreme Championship Wrestling
  - Командные чемпионы мира ECW (8 раза)[21]
- Hustle
  - Супер командные чемпионы мира Hustle (1 раз)[22]
- New Japan Pro-Wrestling
  - Командные чемпионы IWGP (2 раза)[23]
- Pro Wrestling Illustrated
  - Матч года (2000) vs. Эдж и Кристиан vs. «Братьев Харди» в матче TLC на WrestleMania 2000[24]
  - Матч года (2001) vs. Эдж и Кристиан vs. «Братьев Харди» в матче TLC на WrestleMania X-Seven[24]
  - Команда года (2001, 2009)[25]
  - Команда десятилетия (2000—2009)
- Squared Circle Wrestling
  - Командные чемпионы 2CW (1 раз)[26]
- Total Nonstop Action Wrestling
  - Чемпион мира TNA в тяжёлом весе (2 раза) — Булли Рей[27]
  - Телевизионный чемпион TNA (2 раза) — Дивон[28]
  - Командные чемпионы мира NWA (1 раз)[2]
  - Командные чемпионы мира TNA (2 раза)[29]
  - Команда года TNA (2005)[30]
  - Зал славы TNA (с 2014 года)
- World Wrestling Federation/World Wrestling Entertainment/WWE
  - Хардкорный чемпион WWF/E (10 раз) —Бабба Рей
  - Командные чемпион WWE (1 раз)[31]
  - Командные чемпионы мира/WWF (8 раз)[32]
  - Командные чемпионы мира WCW (1 раз)[33]
  - Зал славы WWE (с 2018 года)[34]